# /dev/full
/dev/full ist unter vielen unixoiden Betriebssystemen eine virtuelle Gerätedatei, die dazu benutzt werden kann, ein volles Festplattenlaufwerk zu simulieren. Dies kann sowohl beim manuellen als auch beim automatischen Softwaretest nützlich sein.

## Verwendung
/dev/full kann bei Schreibzugriffen verwendet werden, um eine volle Festplatte zu simulieren. Bei Lesezugriffen durch Prozesse wird ein unendlicher 0-Byte-Strom (ähnlich zu /dev/zero) bereitgestellt. Bei Schreibzugriffen gibt es einen „write error: No space left on device“.
```
$ 
echo
 
"Hello world"
 
>
 
/dev/full

bash: echo: write error: No space left on device

```

## Geschichte
Die Unterstützung für das always-full device in Linux ist bereits 2007 dokumentiert. Native Unterstützung wurde FreeBSD in der Version 11.0 im Jahr 2016 hinzugefügt.